# 台灣數位有聲書推展學會
台灣數位有聲書推展學會（Taiwan Digital Talking Books Association, TDTB）又可稱為有聲書學會，成立於2004年1月，是台灣一個非政府組織，也是非營利的全國性社會福利團體，主要服務對象為中途失明的視障者。

## 成立緣起
由於視障者的視覺受到限制，他們獲取資訊的方式須利用其他感官，例如觸摸點字，聆聽有聲書，以及透過螢幕報讀軟體來操作電腦。有聲書有許多種不同的格式，經過多年的發展，國際間發展出整合了HTML與多媒體的數位無障礙資訊系統(DAISY格式)，更有一個國際性之組織DAISY CONSORTIUM（DAISY聯盟）聯合了世界各國的力量，共同推動此一格式。台灣許多有識之士為了促進視障者獲取資訊的權利，提倡以科技輔具協助視障者重建回到社會，因此創辦人國立彰化師範大學圖書館前館長紀潔芳教授、中央圖書館台灣分館前館長林文睿、國家高速網路與計算中心洪明勳博士、國立清華大學盲友會負責人唐傳義教授等四人，聯合起來成立了社團法人台灣數位有聲書推展學會。

## 服務對象
台灣數位有聲書推展學會（有聲書學會）主要服務對象為中途失明的視障者。另外也服務關於視障者的家庭成員，提供成長支持團體等。有聲書學會錄製的DAISY格式有聲書，除了提供給視障朋友聽，學習障礙者、失讀症患者與年老視力退化的老人也很適合聆聽。

## 服務項目
台灣數位有聲書推展學會的主要服務項目為視障者的電腦教學，有聲書學會有專業的視障電腦教師，可以提供的課程包括螢幕報讀軟體(NVDA)教學、E-MAIL收發、網路瀏覽、部落格與社群網站瀏覽、電腦基本操作、無蝦米輸入法教學等等。有聲書學會另一個重要的服務為錄製DAISY格式有聲書，另有一專供視障者下載使用的DAISY電子書平台。第三種服務為無障礙網頁檢測與編修，可以加強網頁親和力，讓視障者、聽障、學習障礙者等身心障礙者能更輕鬆的瀏覽網頁。第四項服務為潛在中途失明者的支持團體，學會讓尚未失明者提早接受職業重建服務，避免因為失明而被解雇的狀況。此外，有聲書學會還提供視障科技輔具諮詢、軟體下載、DAISY有聲書播放器PLEXTALK借用等服務。

## 得獎紀錄
- 104年 第十三屆金展獎 私立單位 優等獎
- 102年榮獲行政院勞工委員會「進用身心障礙優秀雇主」一等金展獎(第11屆)
- 101年榮獲行政院勞工委員會「進用身心障礙優秀雇主」一等金展獎(第10屆)
- 101年榮獲內政部「績優社會團體」甲等獎。
- 100年榮獲台北市政府「僱用身心障礙優秀雇主-學校及團體組」第二名。
- 99年榮獲台北市政府「僱用身心障礙優秀雇主-學校及團體組」優等獎。
- 96年榮獲行政院研考會「企業與民間社團網站第三組無障礙網站」優等獎。
- 96年榮獲行政院勞委會「多元就業優良執行單位」特優獎

## 國際合作與交流
- 成為國際性非營利組織DAISY Consortium之會員，定期參加該聯盟舉辦之年會
- 參加2011年CSUN科技與身障人士國際研討會，CSUN為主辦單位California State University, Northridge的縮寫。
- 參加國際性募款網站全球捐贈網GlobalGiving的募款，2013年並有來自GlobalGiving之員工前來台灣參訪有聲書學會

## 相關連結
- 台灣數位有聲書推展學會官網（页面存档备份，存于）
- 台灣數位有聲書推展學會粉絲團
- 奇摩公益勸募專案線上捐款